# هاروتیون کاراپوغوسیان
هاروتیون کاراپتی کاراپوغوسیان (ارمنی: Հարություն Կարապետի Կարապողոսյան؛ زادهٔ ۱ مهٔ ۱۹۵۵) یک سیاستمدار اهل ارمنستان است که از تاریخ ۲۰۱۷ تا تاریخ ۲۰۱۸ سمت نمایندگی دوره ششم مجلس ملی جمهوری ارمنستان را برعهده داشت.

## زندگی‌نامه
در 	۱ مهٔ ۱۹۵۵ در ایروان به دنیا آمد .